# Битовый сдвиг
Би́товый сдвиг — изменение позиций бит в машинном слове.
Большинство компьютеров не могут напрямую адресовать биты, которые содержатся группами по 8, 16, 32 или 64 бита в машинном слове. Для обеспечения работы с битами существует множество машинных инструкций, включающие различные типы сдвигов. Все сдвиги похожи друг на друга поведением средних битов, которые просто сдвигаются влево или вправо на определённую величину. Однако, поведение крайних битов, которые уходят из слова и которые появляются в слове, зависит от типа сдвига.
В электронике битовые сдвиги выполняются на сдвиговых регистрах.

## Логический (беззнаковый) сдвиг
Сдвиг, при котором уходящий бит исчезает, не влияя на оставшиеся биты, а на месте появившегося бита записывается бит 0.
Пример работы операции сдвига:
- Пусть у нас есть число {\displaystyle 10101010_{2}} (в двоичной системе).
- Если сделать сдвиг влево на 1 бит, то получим число {\displaystyle 01010100_{2}}.
- Если сделать сдвиг исходного числа вправо на 1 бит, то получим число {\displaystyle 01010101_{2}}.

В большинстве процессоров уходящий бит сохраняется во флаге переноса. Эта функция широко используется при работе с многобайтовыми числами.

## Арифметический (знаковый) сдвиг
При этом сдвиге слово рассматривается не просто как группа битов, а как целое число в дополнительном коде.
При сдвиге влево ведёт себя как логический сдвиг, при сдвиге вправо уходящий бит исчезает, не влияя на оставшиеся биты, а на месте появившегося бита устанавливается бит, соответствующий знаку. 

### Пример № 1
Пример работы операции сдвига 8 битного числа в прямом коде:
- Пусть у нас есть 8 битное число: 00000010b = 2. (записанное в двоичной системе, в прямом коде).
- Cдвиг влево на 1 бит, даёт число:   00000100b = 4.
- Сдвиг вправо на 1 бит, даёт число: 00000001b = 1.

### Пример № 2
Пример работы операции сдвига 8 битного числа записанного в дополнительном до 2х коде:
- Пусть у нас есть число 11111010b = −6 (в двоичной системе, в дополнительном коде).
- Если сделать сдвиг влево на 1 бит, то получим число 11110100b = −12.
- Если сделать сдвиг исходного числа вправо на 1 бит, то получим число 11111101b = −3.

#### Вывод
Легко заметить, что при арифметическом сдвиге сдвиг влево соответствует умножению на 2, а сдвиг вправо — делению на 2 (в общем случае — на основание системы счисления) с округлением к −∞. Например:
```
 1011 = −5          1111 = −1
>>a 1              >>a 1
 ----               ----
 1101 = −3          1111 = −1
```

Схемотехническая реализация операций сдвига очень проста. Именно поэтому эти операции рекомендуют использовать для операций умножения и деления целых чисел на числа, равные степени 2 (2, 4, 8, 16, 32, 64 и т. д.) — если, конечно, такое округление отрицательных чисел не мешает.

## Циклический сдвиг
При этом сдвиге уходящий бит появляется на месте появившегося свободного на другом конце числа.
Широко используется в криптографии.

### Пример
- Пусть у нас есть число 11111010b (в двоичной системе).
- Если сделать сдвиг влево на 1 бит, то получим число 11110101b.
- Если сделать сдвиг исходного числа вправо на 1 бит, то получим число 01111101b.

## Циклический сдвиг через бит переноса
В архитектуру многих процессоров входит флаг переноса в следующий разряд (например, cf на x86). Данная операция выполняет циклический сдвиг над (n+1)-битным числом, состоящим из регистра и флага переноса.
Например, если у нас в регистре число 11111010b, флаг переноса циклического сдвига вправо равен 0.
- После сдвига влево на 1 бит в регистре 11110101b, флаг переноса равен 1.
- Далее, после сдвига вправо на 1 бит в регистре 01111101b, флаг переноса равен 1.

Операция циклического сдвига через бит переноса используется при работе с многобайтовыми числами. В частности, чтобы сдвинуть вправо на 1 бит длинное число, нужно очистить cf (в случае деления числа со знаком нужно записать в cf старший бит старшего слова) и циклически сдвинуть на единицу через cf каждое слово, начиная с верхнего. Например, пусть у нас есть число 011000111100b, занимающее три 4-битных слова:
```
Было:              HI=0110, MED=0011, LO=1100, cf=0
После сдвига HI:   HI=0011, MED=0011, LO=1100, cf=0
После сдвига MED:  HI=0011, MED=0001, LO=1100, cf=1
После сдвига LO:   HI=0011, MED=0001, LO=1110, cf=0
```

Сдвиги через регистр флагов более чем на 1 бит практически не используются.